# Véronique Waterschoot
Véronique Waterschoot (Elsene, 13 juni 1966) is een Belgisch politica voor Ecolo en lid van de Kamer van volksvertegenwoordigers.

## Levensloop
Van 1988 tot 1994 werkte Waterschoot bij het cultureel centrum Hallen van Schaarbeek. In 1992 begon ze ook als assistente aan de Université catholique de Louvain en was er van 1999 tot 2001 projectverantwoordelijke voor internationale samenwerking in Haïti, Burkina Faso en Congo-Kinshasa. Daarnaast was ze van 1992 tot 1998 consultante onderwijs en internationale samenwerking voor vzw's, ngo's, universiteiten en een bank, van 1994 tot 2005 organisatrice van het festival Couleur Café en van 2015 tot 2018 hoofd ontwikkeling bij het Koninklijk Belgisch Filmarchief.
Van 2002 tot 2004 was Waterschoot politiek adviseur op het kabinet van Jean-Marc Nollet, toenmalig minister in de Franse Gemeenschapsregering. Vervolgens was ze van 2005 tot 2011 politiek adviseur voor de Ecolo-fractie in het Parlement van de Franse Gemeenschap en van 2011 tot 2015 politiek secretaris van de Ecolo-Groen-fractie in de Belgische Senaat.
Bij de federale verkiezingen van mei 2014 stond ze als tweede opvolgster op de Ecolo-lijst in de kieskring Brussel-Hoofdstad. In december 2018 werd ze effectief lid van de Kamer van volksvertegenwoordigers na het ontslag van Benoit Hellings. Bij de verkiezingen van 2019 was ze geen kandidaat meer.